# Salto (partido)
Salto (Partido de Salto) is een partido in de Argentijnse provincie Buenos Aires. Het bestuurlijke gebied telt 29.189 inwoners.

## Plaatsen in partido Salto
- Arroyo Dulce
- Berdier
- Coronel Isleño
- Gahan
- Inés Indart
- La Invencible
- Monroe
- Salto